# Хамди, Хассан
Мохамед Махмуд Хамди Исмаил (араб. مُحَمَّد مَحْمُود حَمْدِيّ إِسْمَاعِيل‎), более известный как Хассан Хамди (араб. حَسَن حَمْدِيّ‎; род. 2 августа 1949, Каир) — египетский футболист, защитник. 12-й президент каирского клуба «Аль-Ахли» (2002—2014).

## Карьера

### Клубная карьера
Во взрослом футболе дебютировал в 1969 году в клубе из своего родного города Каир «Аль-Ахли», за который выступал на протяжении всей своей своей карьеры, продолжавшейся девять лет. До этого Хамди восемь сезонов провёл в молодёжной команде клуба. Завершил профессиональную футбольную карьеру в 1978 году в возрасте 29 лет.

### Карьера в сборной
В 1969 году дебютировал в официальных матчах в составе национальной сборной Египта. Всего в составе сборной выступал до 1977 года, покинув команду за год до завершения игровой карьеры.

### Дальнейшая жизнь
После смерти Салеха Селима 6 мая 2002 года Хамди возглавил свой родной клуб «Аль-Ахли», став его 12-м президентом. Он занимал этот пост на протяжении двенадцати лет, уйдя в отставку в марте 2014 года.